# Bahaba polykladiskos
Bahaba polykladiskos és una espècie de peix de la família dels esciènids i de l'ordre dels perciformes.

## Morfologia
- Els mascles poden assolir 40 cm de longitud total.[1][2]

## Hàbitat
És un peix de clima tropical i demersal.

## Distribució geogràfica
Es troba al Pacífic occidental: el Vietnam, Cambodja i Borneo.

## Observacions
És inofensiu per als humans.